# Desmidiaceae
Desmidiaceae, velika porodica parožina s preko 2 300 vrsta i 53 roda

## Rodovi
1. Actinodontum S.Alfinito & Coesel
2. Actinotaenium (Nägeli) Teiling
3. Allorgeia Gauthier-Lièvre
4. Amscottia Grönblad
5. Arthrodesmus Ehrenberg ex Ralfs
6. Bambusina Kützing ex Kützing
7. Bourellyodesmus Compère
8. Brachytheca Gontcharov & Watanabe
9. Calocylindrus (Nägeli) O.Kirchner
10. Cosmaridium F.Gay
11. Cosmarium Corda ex Ralfs
12. Cosmoastrum Palamar-Mordvintseva
13. Cosmocladium Brébisson
14. Croasdalea Bicudo & Mercante
15. Cruciangulum D.B.Williamson
16. Desmidium C.Agardh ex Ralfs
17. Docidium Brébisson ex Ralfs
18. Dysphinctium Nägeli
19. Euastridium West & G.S.West
20. Euastrum Ehrenberg ex Ralfs
21. Groenbladia Teiling
22. Gymnozyga Ehrenberg ex Kützing
23. Haplotaenium Bando
24. Heimansia Coesel
25. Hyalotheca Ehrenberg ex Ralfs
26. Ichthyocercus West & G.S.West
27. Ichthyodontum A.M.Scott & Prescott
28. Mateola R.Salisbury
29. Micrasterias C.Agardh ex Ralfs
30. Octacanthium (Hansgirg) Compère
31. Onychonema Wallich
32. Oocardium Nägeli
33. Pachyphorium Palamar-Mordintseva
34. Phymatodocis Nordstedt
35. Pleurenterium (P.Lundell) G.Lagerheim
36. Pleurotaeniopsis (P.Lundell) Lagerheim
37. Pleurotaenium Nägeli
38. Prescottiella Bicudo
39. Raphidiastrum (W.B.Turner) Palamar-Mordvintseva
40. Sphaerozosma Corda ex Ralfs
41. Spinocosmarium Prescott & A.M.Scott
42. Spondylosium Brébisson ex Kützing
43. Staurastrum Meyen ex Ralfs
44. Staurodesmus Teiling
45. Streptonema Wallich
46. Teilingia Bourrelly
47. Tetmemorus Ralfs ex Ralfs
48. Trapezodesmus Kufferath
49. Triplastrum Iyengar & Ramanathan
50. Triploceras Bailey
51. Ursinella Turpin
52. Vincularia K.Fuciková & J.Kastovsky
53. Xanthidium Ehrenberg ex Ralfs